# Mto wa Mbu
Mto wa Mbu ist Verwaltungsbezirk (Ward) und eine Kleinstadt in Tansania im Great Rift Valley am Eingang des Lake Manyara National Park etwa 90 km nordwestlich von Arusha im Distrikt Monduli und hat rund 8000 Einwohner (Volkszählung 2022).

## Bevölkerung
Der Ort liegt im Schnittpunkt der afrikanischen Bevölkerungsbewegungen, sodass sich hier Angehörige nahezu aller (etwa 120) Völker Tansanias befinden sollen. Sicher ist, dass alle vier panafrikanischen Sprachfamilien: Bantu, Nilotisch, Kuschitisch und Khoisan im Ort und der unmittelbaren Umgebung unter der Wohnbevölkerung vertreten sind. Dies ist einzigartig für den ganzen Kontinent. Hinzu kommt der durch den regen Tourismus bedingte Zuzug von Menschen aus dem ganzen Land.

## Gliederung
Der Bezirk besteht aus vier Gemeinden (Mtaa) mit 14 Orten (Kitongoji):
| Barabarani - NHC - Korea Kusini - Korea Magharibi - Korea Kaskazini | Kisutu - Mnazi Mmoja - Uwanja wa Barafu - Kisutu Kati | Jangwani - Jangwani Ziwani - Magomeni A - Magomeni B | Magadini - Magadini A - Magadini B - N.H.C - Sokoni |

## Bedeutung
Der Ort war ursprünglich eine kleine Fischersiedlung am Manyarasee. Der Name bedeutet auf Swahili "Fluss der Moskitos" und beschreibt somit den Wasserreichtum mit den dadurch bedingten je nach Saison stark auftretenden Moskitos. Mit der Gründung des Nationalparks begann die Entstehung eines Marktfleckens, der täglich abgehaltene Markt versorgt die Bevölkerung eines weiten Umlandes. Die Hauptverkehrsstraße von Arusha nach Karatu und weiter zum Ngorongoro-Krater und in die Serengeti verläuft durch den Ort, was dazu führt, dass alle Touristen ihn auf ihren Safaris passieren. Es haben sich daher zahlreiche Hotels aller Preisklassen, mehrere Campingplätze und Souvenirshops angesiedelt, die inzwischen die wichtigsten Arbeitgeber sind. Es existieren mehrfach täglich Busverbindungen nach Arusha.
Der Flughafen Lake Manyara ist ein wichtiger Verkehrsknoten. Wöchentlich werden rund 300 Flugbewegungen gezählt. Dazu gehören regelmäßige Flüge zu den internationalen Flughäfen Kilimanjaro und Daressalam, sowie nach Sansibar, Entebbe in Uganda und Kigali in Ruanda. Auch werden kleine Landepisten in der Serengeti angeflogen.

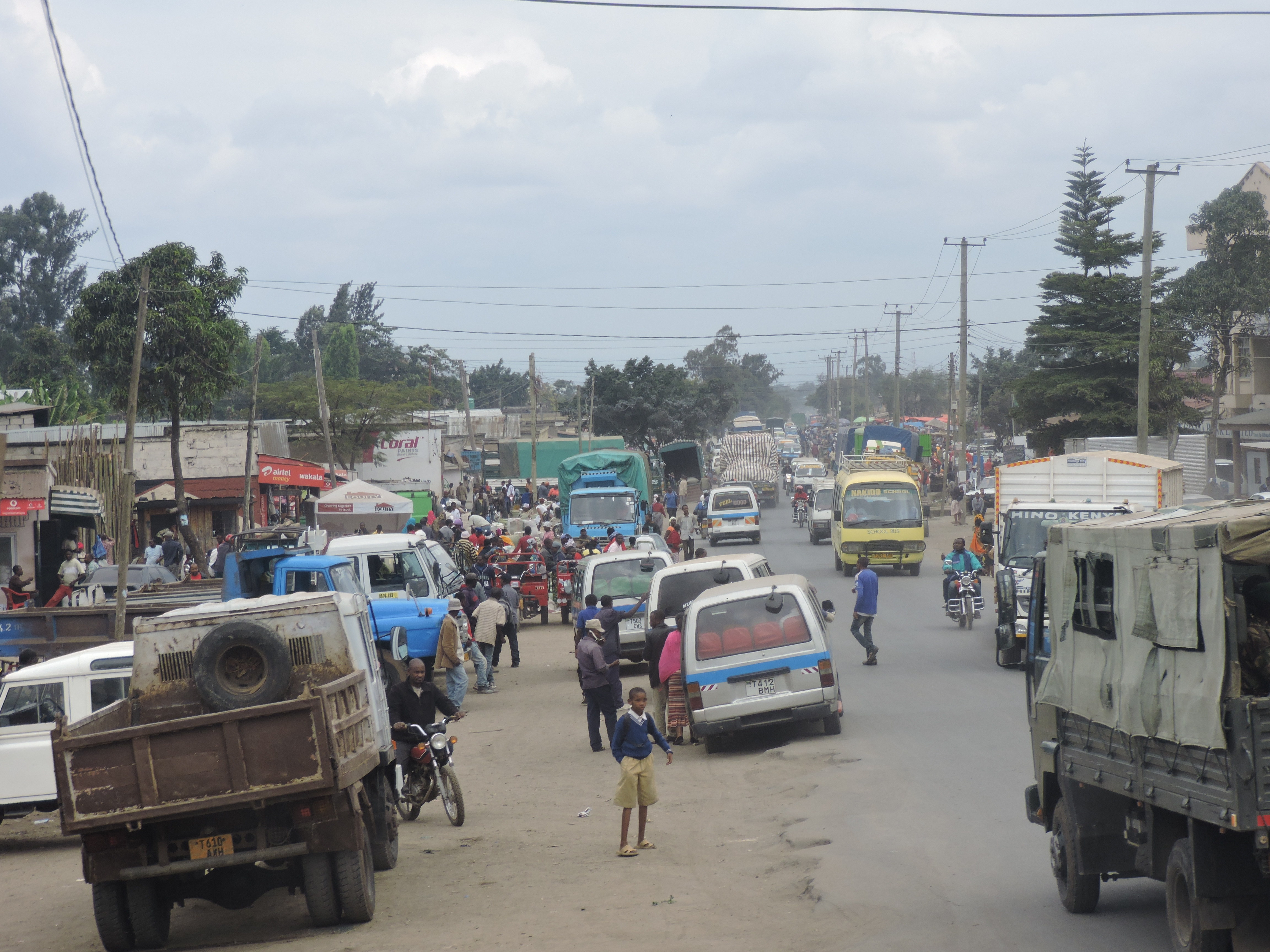
Hauptstraße im Ort Mto wa Mbu

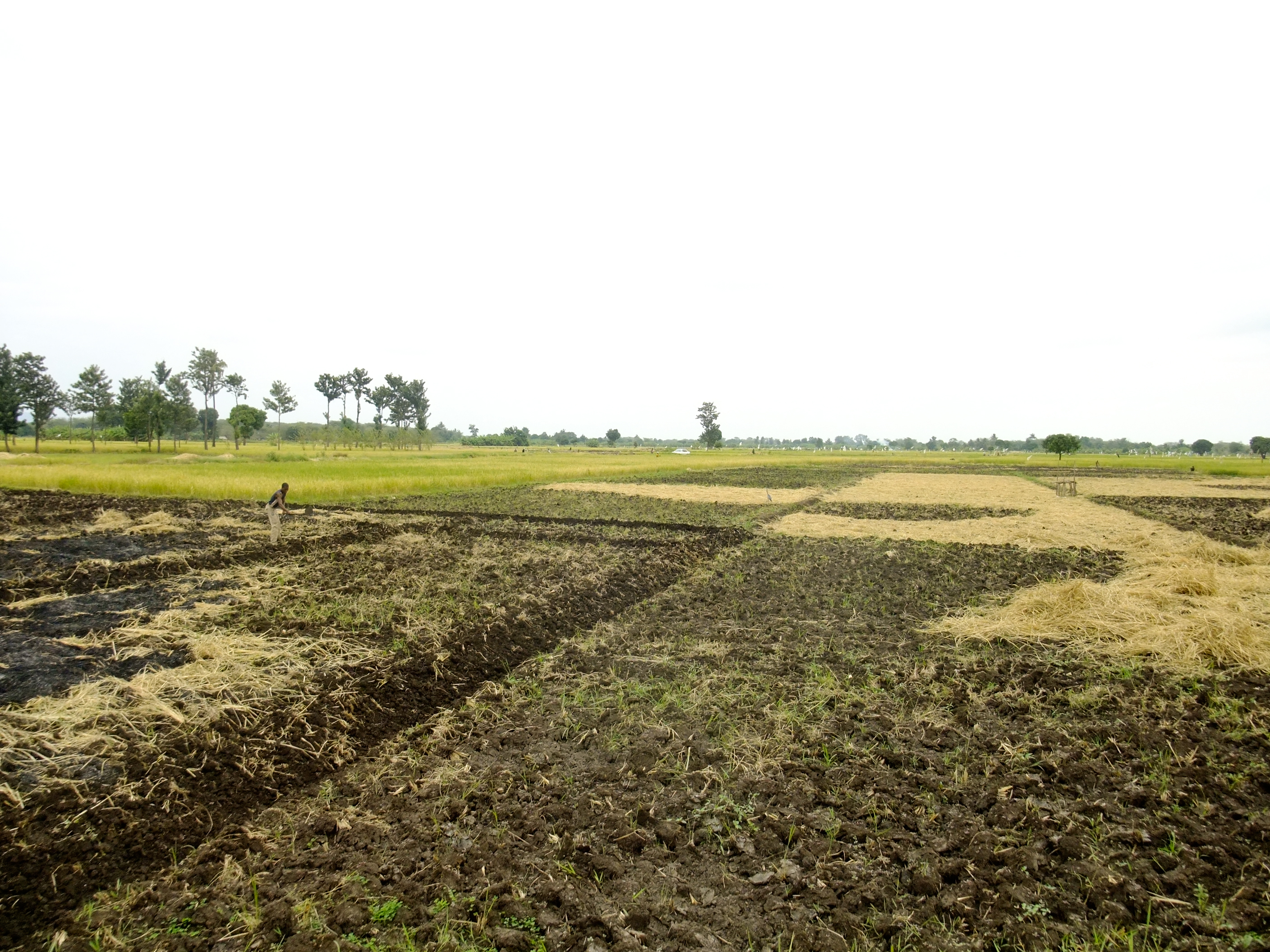
Felder im Bezirk Mto wa Mbu

## Wirtschaft und Infrastruktur
- Gesundheit: In Mto wa Mbu befinden sich zwei Gesundheitszentren, ein staatliches[6] und ein privates.[7] Außerdem gibt es zwei private Apotheken, eine in der Gemeinde Barabarani[8] und eine in Kisutu.[9]
- Straße: Durch den Bezirk verläuft die asphaltierte Nationalstraße T17.[10]